# 조경란 (법조인)
조경란(趙京蘭, 1960년 ~ )는 제19대 특허법원장을 맡고 있는 법관이다.

## 생애
1960년 전라남도 목포시에서 태어난 조경란은 정명여자고등학교와 서울대학교 법학과를 졸업하고 1982년 9월 제24회 사법시험에 합격해 제14기 사법연수원을 수료했다.
1985년 3월에 서울민사지방법원 판사에 임용된 이래 1987년 3월 서울가정법원, 1989년 3월 청주지방법원, 1991년 2월 수원지방법원 성남지원, 1993년 3월 서울지방법원 북부지원, 1995년 3월 서울지방법원, 1996년 3월 서울고등법원 판사에 임명되어 재직하다가 대법원 재판연구관을 거쳐 1998년 9월에 서울가정법원 판사를 지내다가 2000년 7월에 광주지방법원 판사에 임명되어 2002년 2월 수원지방법원, 2004년 2월 서울중앙지방법원, 2007년 2월 대전고등법원, 2008년 2월 서울고등법원에서 부장판사를 하였으며 서울고등법원에서 부장판사를 하던 2012년 9월에 법원도서관장을 겸직하다가 2014년 2월에 제52대 청주지방법원장에 임명되어 충청북도선거관리위원회 위원장을 겸직하였다.
2016년 2월에 청주지방법원에서 물러나 서울고등법원 부장판사로 복귀하여 재판 업무를 맡다가 2018년 2월 13일에 제19대 특허법원장에 임명되었다.  2016년에 서울 사회복지공동모금회 첫 법조인 부부 아너소사이어티 회원으로 가입했다.
서울중앙지방법원 부장판사로 재직할 때 국내 첫 담배소송을 담당했으며, 영화 도가니로 성범죄에 대한  판결에 국민적 관심이 높던 때 성범죄 재판 공개 토론'을 제안해  '성범죄의 양형과 피해자 증인의 보호'를 주제로 토론회를 개최하였다.  세월호 참사 당시 학생들을 돕다 숨진 단원고 교사들을 순직 군경으로 예우해야 한다는 판결을 선고했다.

## 주요 판결
- 서울중앙지방법원 민사합의13부 재판장으로 재직하던 2007년 4월 25일에 흡연피해자 김모씨 등 31명이 국가와 KT&G를 상대로 낸 손해배상 청구 소송에서  "흡연과 폐암 및 후두암 사이의 역학적 인과관계가 인정된다"면서도 "담배에 제조상.설계상.표시상 결함이 있었다는 원고의 주장을 받아들일 만한 증거가 없다"원고 패소판결했다.[3]
- 서울고등법원 형사10부 재판장으로 재직하던 2011년 6월 30일에  중국 선양과 베이징을 거쳐 항공편으로 평양을 방문해 70일간 북한에 머물면서 고위 인사와 공작원을 만나고 북한의 선군정치와 주체사상을 찬양하는 발언을 하여 1심에서 징역 5년 자격정지 5년을 선고받은 한국진보연대 상임고문 한상렬 목사에 대한 항소심에서 "북한의 선군정치, 핵무기 보유를 찬양한 피고인의 행위는 반국가단체인 북한을 이롭게 하고 대한민국의 존립과 안전, 자유민주적 기본질서에 실질적 해악을 끼칠 명백한 위험이 있었음을 부정할 수 없다"고 하면서도 "다만 한 목사가 민간 통일운동을 통해 남북 긴장완화에 기여했고 밀입북이 종교적 신념에 따라 이뤄진 것이라는 점 등을 고려했다"며  징역 3년 자격정지3년을 선고했다.[4]